# Anni Partzsch
Anni Partzsch (* 11. Juli 1905 in Altona; † 8. November 1973 in Berlin) war eine deutsche SPD-Politikerin.

## Leben
Partzsch besuchte die Volksschule in Hamburg und Bremen, anschließend machte sie eine berufliche Ausbildung in der Hauswirtschaft, Säuglings- und Kinderpflege. Bis 1929 war sie im Haushalt tätig. Von 1933 bis 1945 war sie als Kontoristin und Filialleiterin beschäftigt.

## Politik
Partzsch begann ihre politische Tätigkeit 1920 in der Jugendbewegung (SAJ). 1924 trat sie in die SPD ein. Nach dem Zweiten Weltkrieg wurde sie 1948 als Bezirksverordnete im Bezirk Kreuzberg gewählt. Am 7. Februar 1952 rückte sie in das Abgeordnetenhaus von Berlin ein, da Louise Schroeder als Bundestagsabgeordnete gewählt wurde. Bei der Wahl 1954 wurde Partzsch zunächst nicht gewählt, rückte aber erneut am 17. März 1955 an der Stelle von Wilhelm Urban nach.